# Tympanometer

Een menselijk rechteroor

Een tympanometer is een medisch meetinstrument dat de beweeglijkheid van het trommelvlies als functie van de druk in de gehoorgang meet (tympanometrie). Dit is alleen mogelijk als er geen gaatje in het trommelvlies is. Een tympanometer wordt onder meer gebruikt om vast te stellen of er sprake is van middenoorontsteking.
De meetmethode bestaat hieruit, dat men bij een lichte onderdruk een toon in de gehoorgang laat klinken en de reflectie meet.
Een veel gebruikte frequentie is 220 Hz bij een geluidssterkte van ongeveer 65 decibel (fluisterniveau). Tijdens deze toon laat men deze onderdruk variëren van min 40 cm waterdruk via nul naar plus 20 cm waterdruk. Door deze meting krijgt men een indruk van de meegaandheid c.q. stijfheid van het trommelvlies.
Bij een normaal trommelvlies zal de reflectie bij een onderdruk en bovendruk maximaal zijn en bij het druknulpunt minimaal.
Dit is te vergelijken met het spannen van een trommelvel, waarbij de trommelstok niet meer terug zal veren bij een los vel en wel als het vel aangedrukt wordt, oftewel gespannen wordt.